# Боб на Зимским олимпијским играма 2014 — двосед за жене
Такмичења у женском бобу двоседу на Зимским олимпијским играма 2014. у Сочију одржат ће се 18. и 19. фебруара 2014. на леденој стази Санки у близини Краснаје Пољане.
На такмичењу учествује 20 екипа, а победник ће бити познат након четири трке. 

## Освајачи медаља
|  | Резултат |  | Резултат |  | Резултат |
|  |          |  |          |  |          |
|  |          |  |          |  |          |

## Учесници
На такмичењу учествује укупно 20 екипа: